# Chrysolina petitpierrei
Chrysolina petitpierrei là một loài bọ cánh cứng trong họ Chrysomelidae. Loài này được Kippenberg miêu tả khoa học năm 2004.